# Václav Pšenička
Václav Pšenička   (Praga, 26 d'octubre de 1906 - Praga, 25 d'abril de 1961) fou un aixecador txecoslovac que va competir durant les dècades de 1920, 1930 i 1940, que va disputar tres edicions dels Jocs Olímpics. Era el pare del també aixecador Václav Pšenička Jr..
El 1928, als Jocs d'Amsterdam, fou quart en la competició del pes semipesant del programa d'halterofília. El 1932, als Jocs de Los Angeles, guanyà la medalla de plata en la prova del pes pesant i el 1936, als Jocs de Berlín, repetí la medalla de plata en la prova del pes pesant.
En el seu palmarès també destaca una medalla de plata al Campionat del Món d'halterofília de 1937, quatre rècords del món i 15 campionats nacionals entre 1926 i 1943.